# Fonyód (distrikt)
Fonyód är ett distrikt i Ungern. Det ligger i provinsen Somogy, i den västra delen av landet, 140 km sydväst om huvudstaden Budapest.